# Universität Kopenhagen
Die Universität Kopenhagen (dänisch: Københavns Universitet, lateinisch: Universitas Hafniensis) ist die älteste und – gemessen an der Anzahl der Studierenden – die größte Universität in Dänemark. Die Gebäude der Universität liegen heute im ganzen Großraum Kopenhagen verteilt, während das Haupt- und Verwaltungsgebäude weiterhin in der Innenstadt liegt.
Sie wurde im Jahr 1479 gegründet und ist damit nach der Universität Uppsala die älteste Hochschule Skandinaviens. Neben der 1928 gegründeten Universität Aarhus ist sie die angesehenste des Landes.
Die Universität gehört dem Hochschulverbund International Alliance of Research Universities und der Euroleague for Life Sciences an.

## Fakultäten
Es gibt sechs Fakultäten:

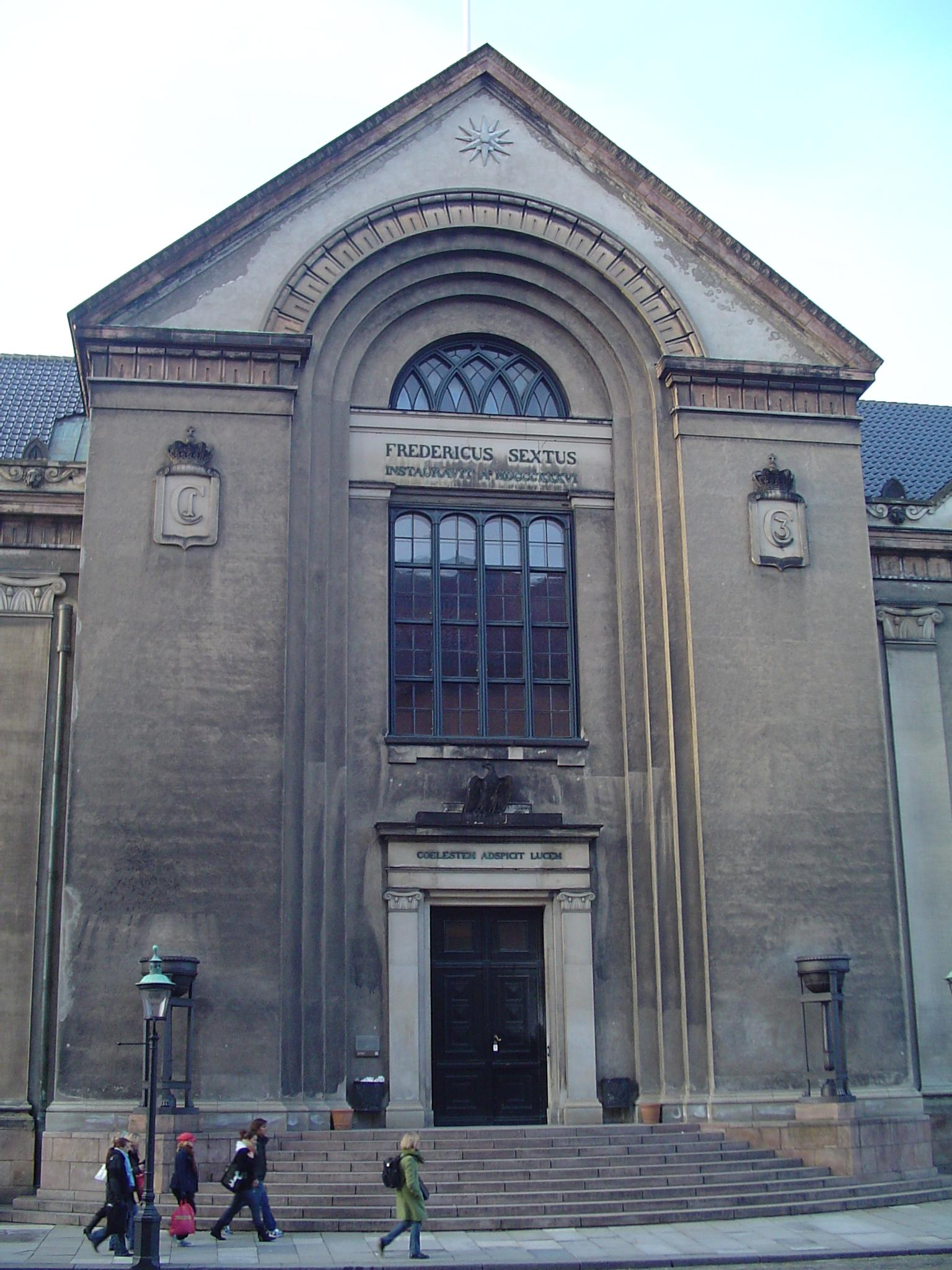
Universitätsgebäude in Kopenhagen

- Theologische Fakultät (dän: teologi / Abk. TEOL)
- Juristische Fakultät (jura / Abk. JURA)
- Sozialwissenschaftliche Fakultät (samfundsvidenskab / Abk. SAMF)
- Medizinische Fakultät (sundhedsvidenskab / Abk. SUND)
- Humanistische Fakultät (humaniora / Abk. HUM)
- Natur- und Umweltwissenschaftliche Fakultät (natur- og biovidenskab / Abk. SCIENCE)

Die Ingenieurwissenschaften sind nicht an der Universität vertreten.

## Geschichte der Universität

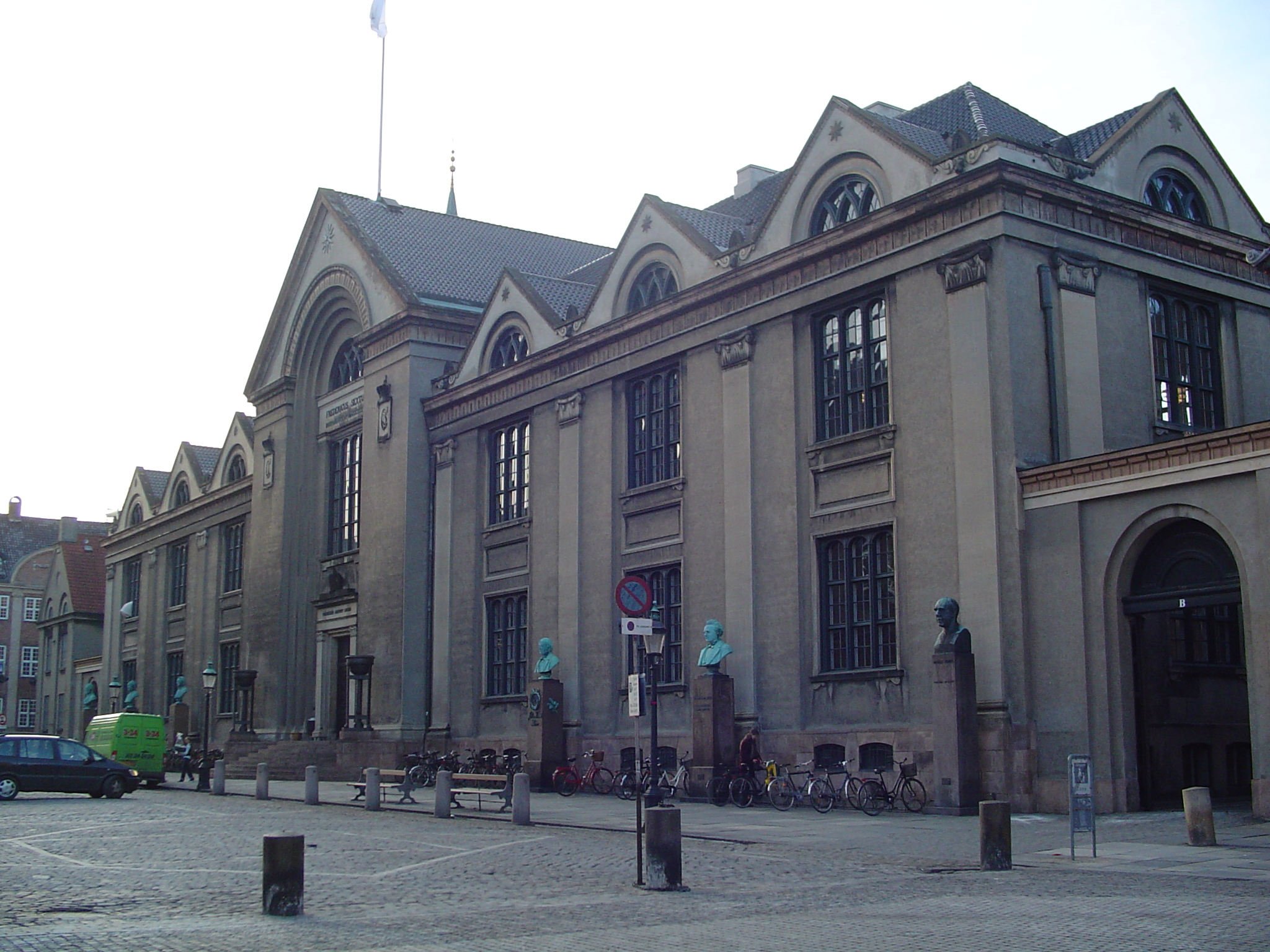
Gebäude der Universität Kopenhagen im Stadtzentrum

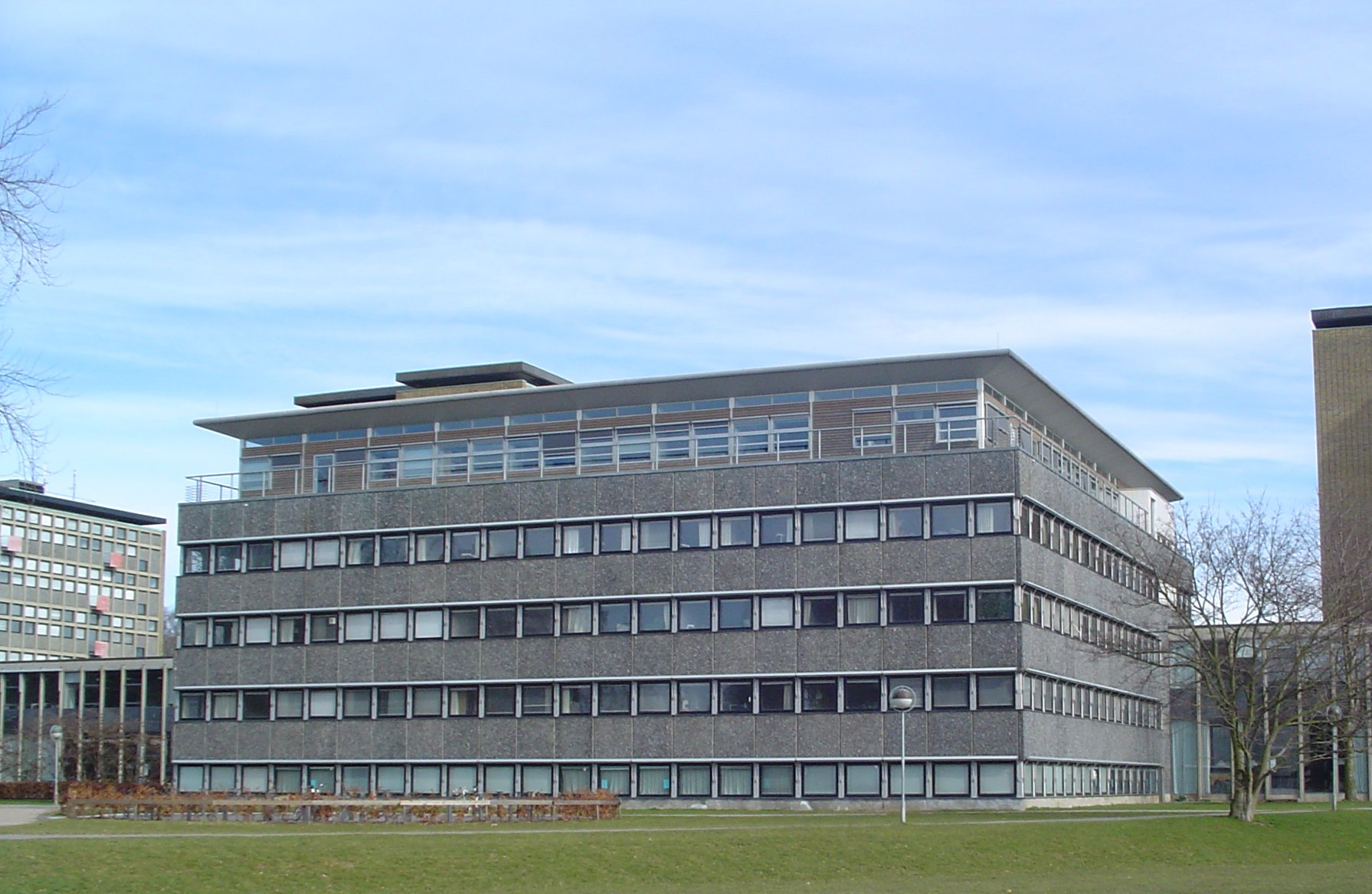
Institut für Mathematik

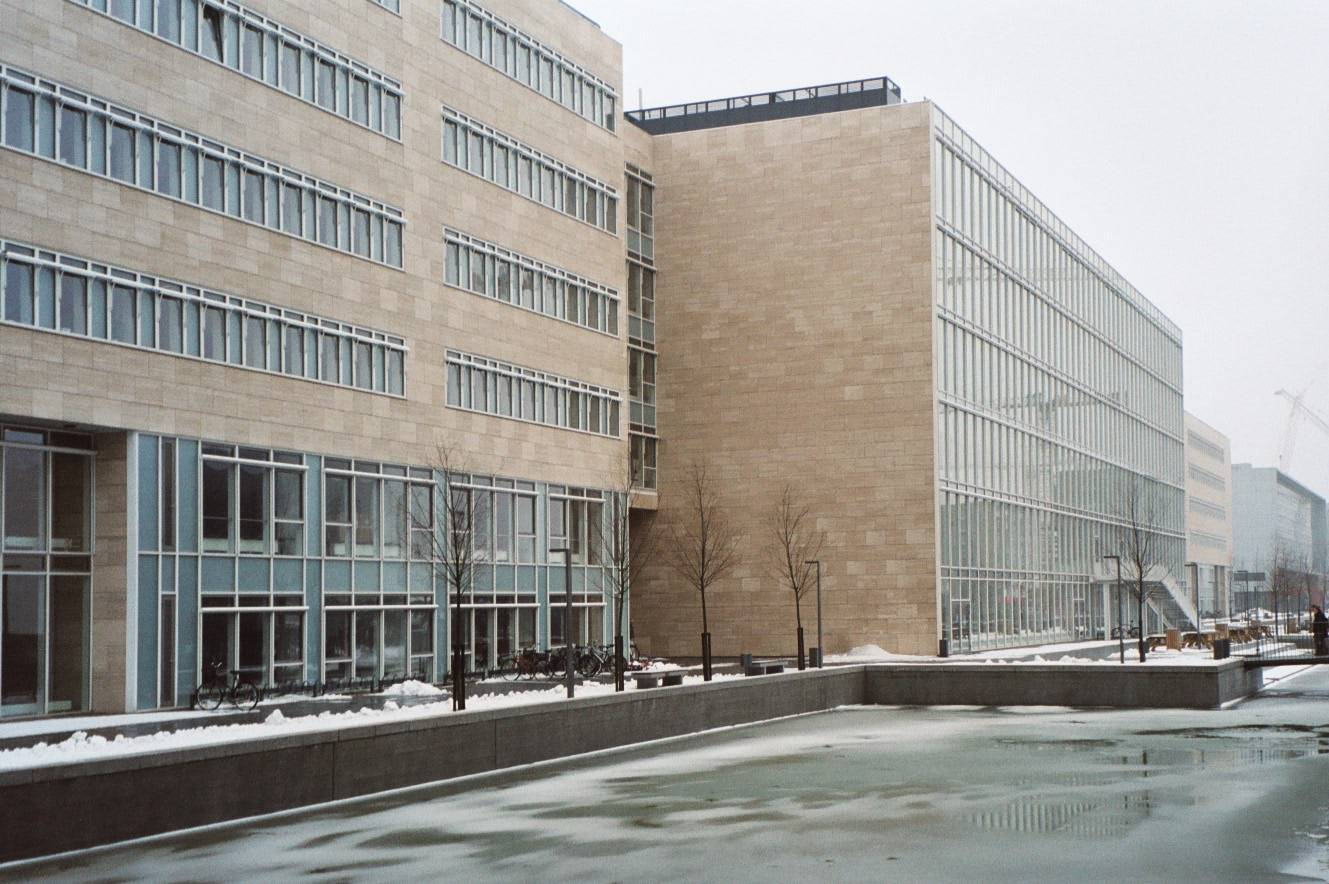
Universität Kopenhagen, Campus auf der Insel Amager, Humanistische Fakultät

Die Universität wurde 1479 durch ein königliches Dekret unter dem Namen Universitas Hafniensis (von Hafnia, dem alten, latinisierten Namen Kopenhagens) gegründet. Neben der römisch-katholischen Theologie wurden zunächst noch Jura, Medizin und Philosophie gelehrt. 1537 erreichte die lutherische Reformation die Universität, die in ein evangelisches Seminar umgewandelt wurde. Dieses Datum gilt heute als alternatives Gründungsdatum und ist auch auf dem offiziellen Siegel der Universität vermerkt. Angefangen mit der theologischen Fakultät 1675 führten bis 1788 alle Fakultäten Examensprüfungen ein, die fortan für den Erwerb eines Abschlusses Voraussetzung waren.
Admiral Nelson bombardierte während der napoleonischen Kriege 1801 (siehe Seeschlacht von Kopenhagen (1801)) und 1807 Kopenhagen (siehe Bombardement Kopenhagens (1807)), und zerstörte dabei fast alle Hochschulgebäude. Bis 1836 wurden mehrere neue Gebäude – darunter auch das heutige Hauptgebäude – eingeweiht, und mehrere neue – insbesondere technische – Studiengänge eingeführt. Bis 1850 wurden auch die Fakultäten grundlegend reformiert, beispielsweise wurden Mathematik und Naturwissenschaften von der Philosophischen Fakultät abgespalten. Im Jahr 1877 nahm die KU die erste Studierende auf.
Zwischen 1960 und 1980 stieg die Anzahl der Studierenden sprunghaft von 6000 auf über 25.000 an, was Erweiterungen in der Ausstattung erforderlich machte. Daraufhin wurde auf der vorgelagerten Insel Amager ein neuer Campus eröffnet. Zudem wurden von 1970 bis 1973 wichtige Schritte zur Demokratisierung und studentischen Mitbestimmung eingeleitet sowie von 1990 bis 1993 für nahezu alle Studiengänge der Bachelor-Abschluss eingeführt.
2007 und 2012 folgten zwei große Umstrukturierungen. Per 1. Januar 2007 wurden die Pharmazeutische Universität Dänemarks und die Königliche Veterinär- und Landwirtschaftsuniversität Teil der Universität Kopenhagen als Pharmazeutische Fakultät (Det Farmaceutiske Fakultet/FARMA) und Umweltwissenschaftliche Fakultät (Det biovidenskabelige Fakultet/LIFE). Per 1. Januar 2012 wurde die Pharmazeutische Fakultät sowie der veterinärwissenschaftliche Teil der Umweltwissenschaftlichen Fakultät in die Medizinische Fakultät integriert. Die anderen Teile der Umweltwissenschaftlichen Fakultät wurden mit der Naturwissenschaftlichen Fakultät (Det naturvidenskablige Fakultet/NAT) zur Natur- und Umweltwissenschaftlichen Fakultät fusioniert.

## Studierende
2019 hatte die Universität 37.493 Studierende (2016: 38.615). Davon arbeiteten 21.394 auf einen Bachelor hin und 16.079 auf einen Master. 2019 erreichten 4.680 Studierende ihren Bachelor und 5.659 einen Masterabschluss.

## Bekannte Dozenten und Studierende
- Heinrich Louis d’Arrest (1822–1875), deutscher Astronom
- Christian Ingerslev Baastrup (1885–1950), dänischer Radiologe
- Erasmus Bartholin (1625–1698), dänischer Naturwissenschaftler, lehrte ab 1656 Mathematik in Kopenhagen
- Thomas Bartholin (1616–1680), dänischer Arzt, Anatom, Mathematiker, Theologe, Philosoph und Philologe
- Niels Bohr (1885–1962), dänischer Physiker, Nobelpreisträger 1922
- Tycho Brahe (1546–1601), dänischer Adliger, Astronom
- Johannes Bugenhagen (1485–1558), deutscher Theologe
- Arthur Christensen (1875–1945), dänischer Orientalist
- Magnús Eiríksson (1806–1881), isländischer Theologe und Manudukteur (vgl. Manuduktion) an der Universität Kopenhagen von 1838 bis 1847.
- Niels Christian Frederiksen (1840–1905), dänischer Ökonom
- Niels Ryberg Finsen (1860–1904), dänischer Arzt, Nobelpreisträger 1903
- N.F.S Grundtvig (1783–1872), dänischer Dichter und Gründer der dänischen folkehøjskole
- Kenn Hansen (* 1980), dänischer Fußballschiedsrichter
- Christopher Hansteen (1784–1873), norwegischer Astronom
- Martin Bille Hermann (* 1968), dänischer Diplomat
- Georg Heuermann (1722/1723–1768), deutsch-dänischer Chirurg und Physiologe
- Andreas Hojer (1690–1739), deutsch-dänischer Historiker und Rechtswissenschaftler
- Ludvig Holberg (1684–1754), dänisch-norwegischer Dichter
- Björn Ibsen (1915–2007), dänischer Anästhesist und Mitbegründer der Intensivmedizin.
- Otto Jespersen (1860–1943), dänischer Sprachwissenschaftler
- Wilhelm Johannsen (1857–1927), dänischer Botaniker
- Anne Just (1948–2009), dänische Gärtnerin, Künstlerin sowie Gastronomie- und Hotelbetreiberin; studierte Kunstgeschichte
- Søren Kierkegaard (1813–1855), dänischer Philosoph
- Casper Klynge (* 1973), dänischer Diplomat
- Nanna Kristensen-Randers (1864–1908), dänische Rechtsanwältin und Schulleiterin
- August Krogh (1874–1949), dänischer Arzt und Zoologe, Nobelpreisträger; Studierender und Professor an der Universität Kopenhagen
- Peter Wilhelm Lund (1801–1880), dänischer Zoologe und Paläontologe
- Allan Roy Mackintosh (1936–1995), britischer Physiker
- Johan Nikolai Madvig (1804–1886), klassischer Philologe und Politiker.
- Olaus Heinrich Moller (1715–1796), Literaturhistoriker
- Peter Naur (1928–2016), dänischer Informatiker und Turingpreisträger, Studierender und Professor an der Universität Kopenhagen
- Rasmus Paludan, (* 1982),  Gründer der dänischen einwanderungs- und islamfeindlichen Partei Stram Kurs
- Peter Vang Petersen (* 1952), dänischer Prähistoriker, Kurator am Dänischen Nationalmuseum
- Johannes Friedrich Posselt (1794–1823), deutsch-dänischer Mathematiker und Astronom
- Holger Christian von Reedtz (1800–1857), dänischer Politiker, Diplomat, Historiker und Astronom
- Ole Rømer (1644–1710), dänischer Astronom, führte den gregorianischen Kalender in Dänemark ein
- Henrich Steffens (1773–1845), Naturphilosoph und Dichter
- Peter Ludwig Mejdell Sylow (1832–1918), norwegischer Mathematiker
- Hans Tausen (um 1494–1561), dänischer Hebräischlehrer an der Universität
- Thorvald Nicolai Thiele (1838–1910), dänischer Astronom und Versicherungsmathematiker
- Johann Clemens Tode (1736–1806), deutsch-dänischer Mediziner und Rektor von 1800 bis 1805
- Hans Christian Ørsted (1777–1851), dänischer Physiker, Chemiker, Namensgeber der physikalischen Einheit Oersted (Oe)